# النمسا في الألعاب الأولمبية الصيفية 1896
شارك ثلاث رياضيون من الإمبراطورية النمساوية في الألعاب الأولمبية الصيفية 1896، وحقّقوا 5 ميداليات. فُصلت نتائج النمساويين والمجريين في الدورات الأولمبية الأولى على الرغم من اتحادهم في تلك الفترة تحت الإمبراطورية النمساوية المجرية.

## الميداليات
| الميدالية | الرياضيّ         | الرياضة               | الحدث                        |
| --------- | --------------- | --------------------- | ---------------------------- |
| ذهبية     | Adolf Schmal    | Cycling [الإنجليزية]  | 12 hour race                 |
| ذهبية     | Paul Neumann    | Swimming [الإنجليزية] | 500 m freestyle [الإنجليزية] |
| فضية      | Otto Herschmann | Swimming [الإنجليزية] | 100 m Freestyle [الإنجليزية] |
| برونزية   | Adolf Schmal    | Cycling [الإنجليزية]  | Time trial                   |
| برونزية   | Adolf Schmal    | Cycling [الإنجليزية]  | 10 km [الإنجليزية]           |